# James Martineau

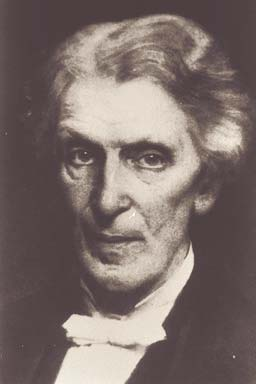
James Martineau

James Martineau (* 21. April 1805 in Norwich; † 11. Januar 1900 in London) war ein englischer Philosoph und Theologe des Unitarismus und einer der bekanntesten englischen Religionsphilosophen des 19. Jahrhunderts.

## Leben
Martineau wurde am 21. April 1805 in Norwich geboren. Nach seiner Schulzeit in Norwich (1815 bis 1819) studierte er bei Lant Carpenter (1780 bis 1840) in Bristol Geschichte, Geographie, Mathematik und Bibelkritik und besuchte anschließend das unitarische Manchester College (damals in York), wo er v. a. von Charles Wellbeloved (Bibelkritik) und William Turner (Mathematik) beeinflusst und gefördert wurde. 1828 wurde Martineau als unitarischer Geistlicher berufen, zunächst nach Dublin, wo sein Onkel Vorsteher der unitarischen Gemeinde war. (James Martineau wandte sich allerdings persönlich gegen die Benennung „Unitarier“ und wollte sich stattdessen besser als „presbyterianisch“ oder „freichristlich“ bezeichnet sehen.) Großes Aufsehen erregte in Irland sein offenes Eintreten für die Katholikenemanzipation.
Von 1832 bis 1857 war er mit bedeutender Wirkung auf das Geistesleben Englands als unitarischer Geistlicher in Liverpool tätig, daneben unterrichtete er ab 1840 auch am Manchester College (das von York nach Manchester zurückverlegt worden war) Philosophie. Als das College 1857 nach London verlegt wurde, übersiedelte er mit und war ab dann hauptberuflich als Lehrer am College tätig. 1872 wurde er in die American Academy of Arts and Sciences gewählt. Viel beachtet wurde im selben Jahr seine öffentliche Diskussion mit John Tyndall über Fragen der (materialistisch verstandenen) Naturwissenschaften und der Evolutionstheorie, in welcher Martineau die Meinung vertrat, dass die Materie nicht als alleinige Grundlage für wissenschaftliche Erkenntnis angesehen werden könne.
Martineau war bei einem Studienaufenthalt in Berlin Schüler des Aristotelikers Friedrich Adolf Trendelenburg, vertrat anfänglich einen materialistischen Determinismus im Sinne von David Hartley und Joseph Priestley und war philosophisch von James Mill und Thomas Brown beeinflusst. Ab 1839 lehnte er den Determinismus als mit dem Christentum unvereinbar ab und vertrat einen philosophischen Theismus, der von einem Dualismus zwischen psychischen Erscheinungen und Äußerungen des Willens ausging, welch letztere auf Gott zurückverweisen, der im sittlichen Handeln des Menschen jeweils den ethisch höheren Wert verwirklicht. Zu seinen Lebzeiten galt Martineau als einer der auch über die Grenzen seiner Gemeinschaft hinaus einflussreichsten Theologen und Religionsphilosophen des angelsächsischen Raumes und wurde in dieser Beziehung mit dem etwa gleichaltrigen Kardinal Newman verglichen.
Martineau starb am 11. Januar 1900 in London.

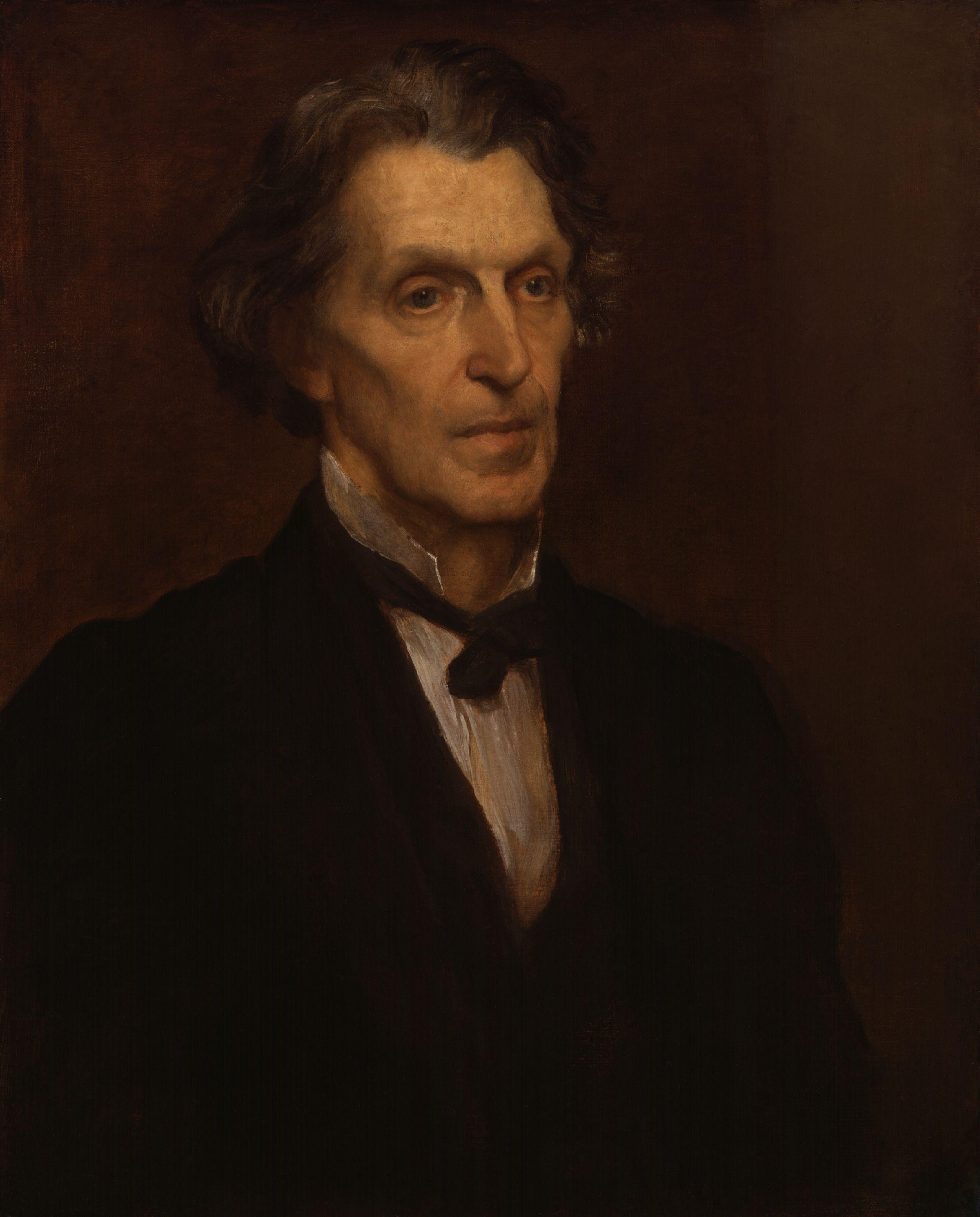
James Martineau, George Frederic Watts, 1873

## Schriften
Martineau veröffentlichte neben wissenschaftlichen Arbeiten über Religionsphilosophie in seiner Funktion als unitarischer Geistlicher auch Predigten und andere liturgische Texte, die mehrfach neu aufgelegt wurden. Er war Mitbegründer der Irish Unitarian Society und eine Zeit lang einer der Herausgeber der Zeitschrift The Christian Teacher.
Hauptwerke:
- A Collection of Hymns for Christian Worship. Dublin 1831 (darunter auch fünf Hymnen seiner Schwester, der Dichterin Harriet Martineau).
- Hymns for the christian church and home. 1840.
- Studies of christianity. 1858
- A world for scientific theology. 1868
- A Study of Spinoza. 1882.
- Types of ethical theory. 1885.
- A study of religion its sources and contents. 1888.
- The seat of authority in religion. 1890.
- Essays, Reviews and Addresses. 4 Bände. Gesammelt und neu herausgegeben 1890–1891.